# Пошурка
Пошу́рка (рос. Пошурка) — річка в Росії, права притока річки Ключ. Протікає територією Можгинського району Удмуртії.
Річка починається на південний схід від колишнього присілку Альнецьк Можгинського району. Протікає спочатку на південний схід, потім повертає на схід. Впадає до річки Ключ навпроти присілку Замостні Каксі.
Довжина річки — 8 км. Висота витоку — 188 м, висота гирла — 147 м, похил річки — 5,1 м/км.
| Річка | Це незавершена стаття про річку. Ви можете допомогти проєкту, виправивши або дописавши її. |